# Peter Forsskål
Peter Forsskål, conosciuto anche come Pehr Forsskål, Peter Forskaol, Petrus Forskål o Pehr Forsskåhl (Helsinki, 11 gennaio 1732 – Yarim, 11 luglio 1763), è stato un esploratore, filosofo e naturalista svedese.

## Biografia

### Nascita
Forsskål nacque in Finlandia, poi parte del Regno di Svezia, dove suo padre, Johannes Forsskål, era pastore protestante. Il famiglia Forsskål ritornò nella provincia di Uppland nel 1741, quando il padre ottenne la parrocchia di Tegelsmora nella arcivescovado di Uppsala.

### Studi
Frequentò l'Università di Uppsala a 10 anni, fatto non eccezionale per l'epoca. Interruppe i suoi studi alcuni anni per poi riscriversi in 1751 ottenendo nello stesso anno un diploma di teologia.
Seguì i corsi di Linneo (1707-1778) e dell'orientalista Carl Aurivillius (1717-1786) che intratteneva contatti con Johann David Michaelis (1717-1791) di Gottinga. È probabilmente per ciò che Forsskål si recò all'Università di Gottinga nel 1753 per studiare le lingue e la filosofia orientale. Ottenne il dottorato nel 1756, con la tesi: Dubia de principiis philosophiae recentioris. Ritornò lo stesso anno ad Uppsala dove seguì degli studi di economia. La sua dissertazione De libertate civili del 1759, nella quale esalta la libertà della stampa, tuttavia, fu censurata dal governo ed egli stesso fu bandito del paese.

### Viaggio in Oriente
Su raccomandazione di Michaelis e con l'appoggio di Linneo, Forsskål venne ingaggiato nel 1760 da Federico V di Danimarca (1768-1839) per partecipare ad una spedizione in Arabia alla quale partecipò anche Carsten Niebuhr (1733-1815), orientalista e matematico. La spedizione fece base all'inizio in Egitto ove Forsskål migliorò le sue conoscenze dei dialetti arabi. Alla fine del 1762, la spedizione giunse nello Yemen. Forsskål costituì una grande collezione di animali e di piante di questo paese ma morì di malaria nel luglio 1763.

## Scritti e opere

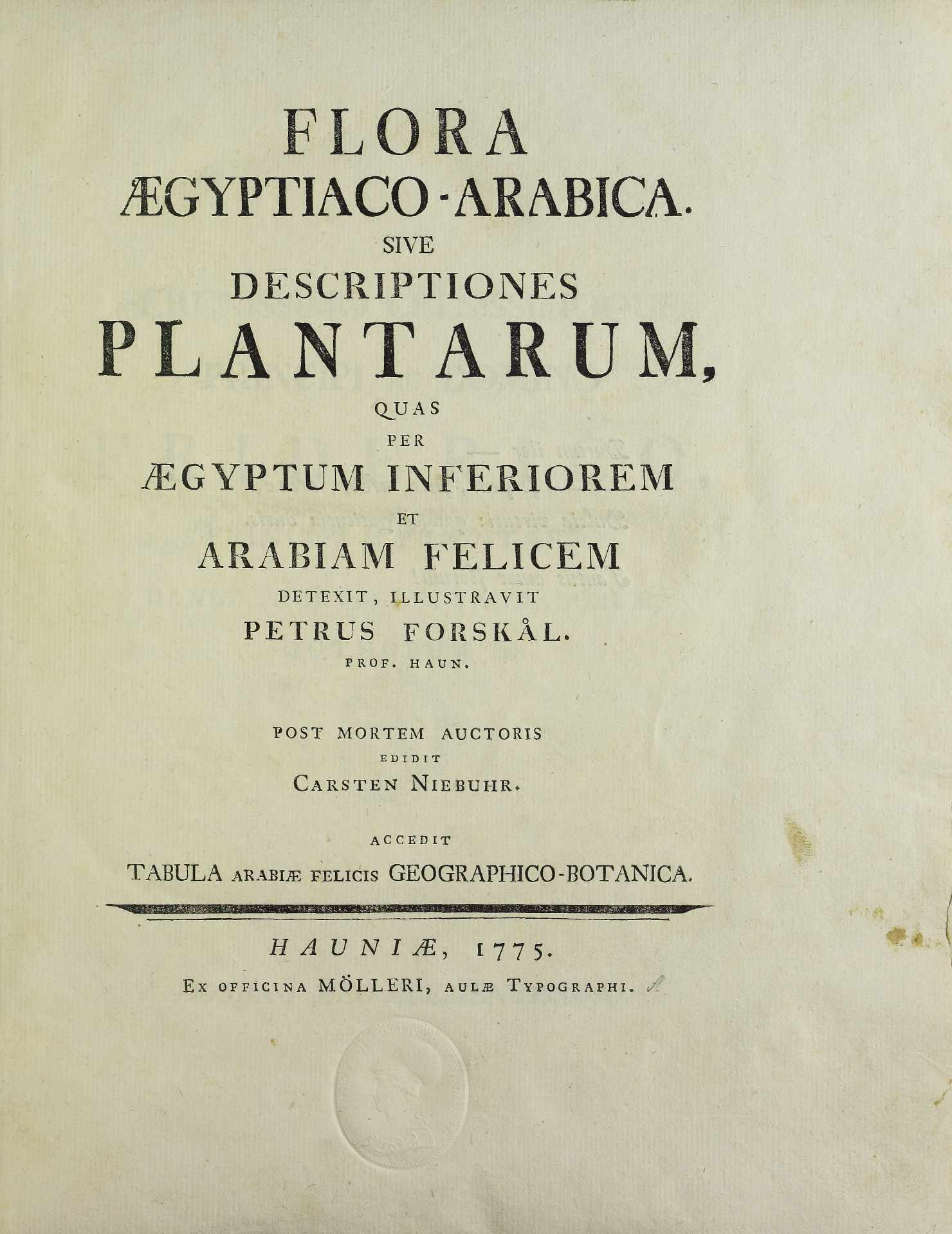
Flora Aegyptiaco-Arabica, 1775

Niebuhr, solo superstite della spedizione, curò la pubblicazione dei manoscritti di Forsskål. Fece pubblicare nel 1775: Descriptiones Animalium - Avium, amphiborum, insectorum, vermium quæ in itinere orientali observavit Petrus Forskål. 
Nello stesso anno, pubblicò anche un catalogo delle piante dello Yemen e del basso Egitto: Flora Ægyptiaco-Arabica sive descriptiones plantarum quas per Ægyptum Inferiorem et Arabiam felicem detexit, illustravit Petrus Forskål. Le osservazioni di Forsskål sono rinomate per la loro precisione. La collezione di Forsskål fu quasi interamente persa o deteriorata nel suo trasporto fino a Copenaghen. Il suo erbario sarà restaurato 150 anni dopo la sua morte dal botanico Carl Frederik Albert Christensen (1872-1942).
Nell'anno 1759 il ventisettenne Peter Forsskål pubblica a Stoccolma De libertate civili, un pamphlet che, nella Svezia ancien régime di Adolfo Federico, doveva apparire sedizioso perché contestava la sacralità dei sovrani, i privilegi di classe, ed esaltava la libertà di pensiero e di espressione. Il libello, tirato in 500 copie, subì i fulmini dell'Autorità, che ne ordinò il sequestro. E toccò proprio al grande Linneo, di cui Forsskål era discepolo, l'ingrato compito di recuperare il corpo del reato. Impresa che riuscì solo in minima parte poiché l'autore, con mossa tempestiva, aveva provveduto a ritirare tutti gli esemplari dallo stampatore. A distanza di soltanto sette anni, nel 1766, anche grazie a questo coraggioso scritto, la Svezia, prima fra le nazioni d'Europa, ebbe la sua legge sulla libertà di stampa. Legge che visse effimera vita ma che rappresentò una miccia d'innesco per future esplosive conquiste.

## Taxa denominati in suo onore
- Parupeneus forsskali (Fourmanoir & Guezé, 1976), pesce appartenente alla famiglia Mullidae.
- Lepidochrysops forsskali Larsen, 1982, farfalla appartenente alla famiglia Lycaenidae.

## Opere
- (LA) Flora Aegyptiaco-Arabica, København, Nicolaus Möller, 1775.
- (LA) Descriptiones animalium, København, Nicolaus Möller, 1775.
- (LA) Icones rerum naturalium, København, Nicolaus Möller, 1776.

Pensieri sulla libertà civile [1759], (con l'Editto sulla libertà di stampa del 1776 di Adolfo Federico re di Svezia) , Liberilibri, Macerata 2012